# Recopa Sul-Americana de 2022
A Recopa Sul-Americana de 2022 foi a trigésima edição da Recopa Sul-Americana, torneio realizado anualmente pela CONMEBOL desde 1989 e disputado em jogos de ida e volta. Ela envolve o campeão da Copa Libertadores da América e o da Copa Sul-Americana da temporada anterior; a edição de 2022 contou com o Palmeiras, campeão da Copa Libertadores de 2021, e o Athletico Paranaense, campeão da Copa Sul-Americana de 2021. Ambos os times nunca haviam se enfrentado antes em um torneio organizado pela entidade sul-americana, e ambos buscavam o título inédito após terem sido vice-campeões anos antes.
O Palmeiras sagrou-se campeão após vencer o Athletico Paranaense por 4–2 no placar agregado. A primeira partida foi em 23 de fevereiro, na Arena da Baixada, em Curitiba e foi apitada pelo argentino Facundo Tello; ela terminou empatada em 2–2. Uma semana depois, em 2 de março, o venezuelano Jesús Valenzuela apitou o confronto de volta no Allianz Parque, em São Paulo; o Alviverde venceu por 2–0 e conquistou seu título inédito.
Foi a quinta conquista internacional da história do Palmeiras, que tornou-se o oitavo time brasileiro a conquistar a Recopa. O clube paulista recebeu 1,6 milhão de dólares (8,23 milhões de reais, na época) de premiação da CONMEBOL, enquanto o Athletico recebeu oitocentos mil dólares (4,11 milhões de reais, na época) pelo vice-campeonato. O técnico do Rubro-Negro, Alberto Valentim, acabou sendo demitido pouco mais de um mês após a final. Seu substituto, Luiz Felipe Scolari, assumiu seu lugar um mês depois e levou o Athletico à final da Copa Libertadores do mesmo ano, eliminando o mesmo Palmeiras nas semifinais.

## Pré-jogo
A Recopa Sul-Americana de 2022 foi a trigésima edição do torneio, que é organizado pela CONMEBOL e é disputado em jogos de ida e volta, envolvendo o campeão da Copa Libertadores da América e o da Copa Sul-Americana da temporada anterior.(p.8) A competição existe desde 1989, mas houve um hiato entre 1999 e 2002; desde então, ela é realizada anualmente.(p.8) Desde a sua reedição em 2003, foi a quarta vez que a decisão protagonizou equipes de um mesmo país; a última envolvendo times brasileiros havia sido em 2013, quando o Corinthians conquistou o título em cima do São Paulo.
Foi a primeira vez que Palmeiras e Athletico se enfrentaram em um torneio da CONMEBOL, e a segunda vez na história das duas equipes que elas se classificaram para a competição; anteriormente, ambas haviam sido vice-campeãs para equipes argentinas. O Alviverde disputou em 2021, contra o Defensa y Justicia, e perdeu o título nos pênaltis, enquanto o Rubro-Negro paranaense enfrentou o River Plate, pela edição de 2019; embora tenha vencido o jogo de ida por 1–0 em Curitiba, acabou tendo sua vantagem revertida após perder por 0–3 em Buenos Aires, ficando com o vice-campeonato.
Segundo o regulamento oficial da edição de 2022, o campeão da Libertadores deveria ser o mandante da partida de volta.(p.11–12) Ainda de acordo com o regulamento, não haveria vantagem de gol fora de casa; em caso de empate no placar agregado, a decisão iria para a prorrogação. Persistindo o empate, o título seria decidido em uma disputa por pênaltis.(p.11–12)
Em 11 de fevereiro de 2022, a CONMEBOL anunciou as sedes e os árbitros que comandariam as duas partidas. Ficou determinado que o confronto de ida seria em 23 de fevereiro, na Arena da Baixada, em Curitiba, às 21 horas e 30 minutos (horário local). O argentino Facundo Tello seria o árbitro principal, auxiliado pelos seus conterrâneos Ezequiel Brailovsky e Maximiliano del Yesso; o também argentino Patricio Loustau comandaria o VAR. A partida de volta seria no Allianz Parque, em São Paulo, em 2 de março, também às 21 horas e 30 minutos (horário local). O trio de arbitragem seria venezuelano, com Jesús Valenzuela como árbitro principal, e Jorge Urrego e Tulio Moreno como assistentes. O argentino Germán Delfino seria o responsável por chefiar o VAR.
Tratando-se da transmissão na televisão, as duas partidas seriam exclusivamente transmitidas pela Conmebol TV, canal pay-per-view criado pela entidade em 2020.
| Equipe               | Qualificação                                    | Participação (anteriores) |
| -------------------- | ----------------------------------------------- | ------------------------- |
| Palmeiras            | Campeão da Copa Libertadores da América de 2021 | 2.ª (2021)                |
| Athletico Paranaense | Campeão da Copa Sul-Americana de 2021           | 2.ª (2019)                |

## Jogo de ida
Mandante da partida, o Athletico não pôde contar com o meio-campista Vitor Bueno e nem com o atacante Pablo. Já o Palmeiras teve o desfalque de dois de seus zagueiros, Gustavo Gómez e Luan, além dos meias Gabriel Menino e Gustavo Scarpa.

### Resumo
Segundo o portal brasileiro ge, o primeiro tempo começou "morno"; o time paranaense pressionou nos primeiros minutos, enquanto o paulista buscou criar contra-ataques com seus pontas Dudu e Rony nos espaços deixados pelo rival no campo de defesa. Aos dezoito minutos, o Athletico abriu o placar com o meia-atacante David Terans, em cobrança de escanteio; inicialmente, o gol havia sido anulado devido impedimento, mas ele foi confirmado após checagem do VAR.(0:00–0:18) Entretanto, pouco menos de dez minutos depois, o Palmeiras empatou com o meia Jailson, também em jogada que se originou de um escanteio.(0:19–0:37) Na segunda etapa, o Athletico ficou novamente à frente no placar após o meio-campista Marlos, que havia entrado na partida dez minutos antes, aproveitar passe dentro da área e acertar, de perna esquerda, um chute no ângulo direito do gol defendido por Weverton.(0:56–1:17) Nos acréscimos do segundo tempo, aos 48 minutos, o atacante palmeirense Wesley sofreu pênalti do lateral-direito paranaense Marcinho; o meio-campista Raphael Veiga converteu e deixou a partida finalizada por 2–2.(1:35–1:56)

### Detalhes
| 23 de fevereiro de 2022 | Athletico Paranaense    | 2 – 2                                                     | Palmeiras                               | Arena da Baixada, Curitiba                                             |
| 21:30 (UTC−3)           | Terans 19' · Marlos 76' | Relatório (CONMEBOL) Relatório (SofaScore) Relatório (ge) | 28' Jailson · 90+7' (pen) Raphael Veiga | Público: 25 072 Renda: R$ 626 070,00 Árbitro: ARG Facundo Tello (FIFA) |

| 0 | Athletico-PR | Palmeiras | 0 |

| G                | 1  | Santos            |       |     |
| LD               | 5  | Marcinho          |       |     |
| Z                | 34 | Pedro Henrique    |       |     |
| Z                | 44 | Thiago Heleno     | 70'   |     |
| LE               | 16 | Abner             |       | 89' |
| M                | 6  | Matheus Fernandes |       |     |
| M                | 17 | Hugo Moura        |       | 75' |
| M                | 26 | Erick             | 73'   | 89' |
| M                | 35 | Rômulo            |       |     |
| A                | 18 | Léo Cittadini     |       |     |
| A                | 20 | David Terans      |       | 67' |
| Substitutos:     |    |                   |       |     |
| G                | 24 | Bento             |       |     |
| LD               | 13 | Khellven          |       |     |
| Z                | 22 | Nicolás Hernández | 90+6' | 89' |
| Z                | 27 | Zé Ivaldo         |       | 89' |
| LE               | 48 | Pedrinho          |       |     |
| M                | 10 | Marlos            |       | 67' |
| M                | 39 | Christian         |       | 71' |
| A                | 11 | Carlos Eduardo    |       |     |
| A                | 21 | Davi Araújo       |       |     |
| A                | 37 | Bissoli           |       |     |
| A                | 41 | Jajá              |       |     |
| A                | 50 | John Mercado      |       |     |
| Treinador:       |    |                   |       |     |
| Alberto Valentim |    |                   |       |     |

| G             | 21            | Weverton          |     |     |
| LD            | 2             | Marcos Rocha      |     |     |
| Z             | 4             | Benjamín Kuscevic |     |     |
| Z             | 26            | Murilo            |     |     |
| LE            | 22            | Joaquín Piquerez  |     |     |
| M             | 20            | Eduard Atuesta    |     | 57' |
| M             | 30            | Jaílson           |     | 71' |
| M             | 28            | Danilo            |     |     |
| A             | 7             | Dudu              |     | 71' |
| A             | 23            | Raphael Veiga     |     |     |
| A             | 10            | Rony              |     | 83' |
| Substitutos:  |               |                   |     |     |
| G             | 42            | Marcelo Lomba     |     |     |
| Z             | 3             | Renan             |     |     |
| LE            | 6             | Jorge             |     |     |
| LD            | 12            | Mayke             |     |     |
| M             | 5             | Patrick de Paula  |     |     |
| M             | 8             | Zé Rafael         |     | 71' |
| A             | 11            | Wesley            |     | 57' |
| A             | 16            | Deyverson         |     |     |
| A             | 17            | Giovani           |     |     |
| A             | 19            | Breno Lopes       |     |     |
| A             | 27            | Gabriel Veron     |     | 71' |
| A             | 29            | Rafael Navarro    |     | 83' |
| Treinador:    |               |                   |     |     |
| Abel Ferreira | Abel Ferreira | Abel Ferreira     | 93' |     |

| Árbitros assistentes: Ezequiel Brailovsky (FIFA) Maximiliano del Yesso (FIFA) Quarta árbitra: Maria Laura Fortunato (FIFA) | Quinta árbitra: Mariana de Almeida (FIFA) Árbitro assistente de vídeo: Patricio Loustau (FIFA) | Árbitros assistentes de árbitro de vídeo: Juan Belatti (FIFA) Juan Lara (FIFA) |

| Regulamento: - Noventa minutos - Doze jogadores substitutos - Máximo de cinco substituições |

## Jogo de volta
Ambas as equipes tiveram disponíveis para a segunda partida jogadores que estavam ausentes na primeira, e os treinadores realizaram alterações nas suas equipes titulares. Abel Ferreira escalou o Palmeiras com Gustavo Gómez, Zé Rafael e Gabriel Veron no time titular, nos lugares de Benjamín Kuscevic, Jailson e Eduard Atuesta, respectivamente. Por sua vez, Alberto Valentim mandou a campo um Athletico com Pablo e Khellven nos lugares de Rômulo e Marcinho.

### Resumo
De acordo com os portais brasileiros UOL, ge e Gazeta Esportiva, o primeiro tempo foi marcado por um grande domínio do Palmeiras; entretanto, ele não conseguiu transpor a defesa do Athletico. Este, por sua vez, trocou a maioria dos passes longe da área palmeirense, buscando contra-ataques; consequentemente, não houve finalizações a gol na primeira etapa. Na segunda, logo aos quatro minutos, o Palmeiras abriu o placar, em cobrança de falta de Zé Rafael; o goleiro Santos chegou a levemente resvalar na bola com a mão direita, mas ela foi para as redes.(0:23–0:47) Ambas as equipes tiveram chances de gol nos minutos seguintes: do lado alviverde, o atacante Rony acertou um chute de bicicleta que Santos espalmou; o Athletico respondeu com Marlos, que, de fora da área, arriscou um arremate de perna esquerda, mandando a bola por cima do travessão do gol de Weverton.(0:48–1:04) Aos 43 minutos, o Palmeiras marcou seu segundo gol na partida, com o meio-campista Danilo; após receber passe de Atuesta dentro da área, o meia chutou de perna esquerda no canto esquerdo de Santos, finalizando a partida em 2–0 (4–2 no placar agregado) e garantindo o inédito título da Recopa para o time paulista.(1:23–1:59)

### Detalhes
| 2 de março de 2022 | Palmeiras                  | 2 – 0                                                     | Athletico Paranaense | Allianz Parque, São Paulo                                                   |
| 21:30 (UTC−3)      | Zé Rafael 49' · Danilo 88' | Relatório (CONMEBOL) Relatório (SofaScore) Relatório (ge) |                      | Público: 30 065 Renda: R$ 2 562 317,30 Árbitro: VEN Jesús Valenzuela (FIFA) |

| 0 | Palmeiras | Athletico-PR | 0 |

| G             | 21            | Weverton          |            |     |
| LD            | 2             | Marcos Rocha      |            |     |
| Z             | 15            | Gustavo Gómez     |            |     |
| Z             | 26            | Murilo            |            |     |
| LE            | 22            | Joaquín Piquerez  |            |     |
| M             | 23            | Raphael Veiga     |            | 87' |
| M             | 28            | Danilo            |            |     |
| M             | 8             | Zé Rafael         |            | 70' |
| A             | 7             | Dudu              |            | 87' |
| A             | 10            | Rony              |            |     |
| A             | 27            | Gabriel Veron     |            | 46' |
| Substitutos:  |               |                   |            |     |
| G             | 42            | Marcelo Lomba     |            |     |
| Z             | 4             | Benjamín Kuscevic |            |     |
| LE            | 6             | Jorge             |            |     |
| LD            | 12            | Mayke             |            | 87' |
| M             | 5             | Patrick de Paula  |            |     |
| M             | 14            | Gustavo Scarpa    |            |     |
| M             | 20            | Eduard Atuesta    |            | 87' |
| M             | 30            | Jailson           |            | 70' |
| A             | 11            | Wesley            |            | 46' |
| A             | 16            | Deyverson         |            |     |
| A             | 19            | Breno Lopes       |            |     |
| A             | 29            | Rafael Navarro    |            |     |
| Treinador:    |               |                   |            |     |
| Abel Ferreira | Abel Ferreira | Abel Ferreira     | 63', 90+1' |     |

| G                | 1  | Santos            |  |     |
| LD               | 13 | Khellven          |  | 85' |
| Z                | 34 | Pedro Henrique    |  |     |
| Z                | 44 | Thiago Heleno     |  |     |
| LE               | 16 | Abner             |  |     |
| M                | 6  | Matheus Fernandes |  | 74' |
| M                | 17 | Hugo Moura        |  | 86' |
| M                | 26 | Erick             |  |     |
| A                | 18 | Léo Cittadini     |  | 62' |
| A                | 7  | Pablo             |  |     |
| A                | 20 | David Terans      |  | 62' |
| Substitutos:     |    |                   |  |     |
| G                | 24 | Bento             |  |     |
| Z                | 22 | Nicolás Hernández |  |     |
| Z                | 27 | Zé Ivaldo         |  |     |
| LE               | 48 | Pedrinho          |  |     |
| M                | 10 | Marlos            |  | 62' |
| M                | 30 | Bryan García      |  |     |
| M                | 39 | Christian         |  | 85' |
| A                | 11 | Carlos Eduardo    |  |     |
| A                | 21 | Davi Araújo       |  |     |
| A                | 29 | Julimar           |  | 74' |
| A                | 35 | Rômulo            |  | 86' |
| A                | 50 | John Mercado      |  | 62' |
| Treinador:       |    |                   |  |     |
| Alberto Valentim |    |                   |  |     |

| Árbitros assistentes: Jorge Urrego (FIFA) Tulio Moreno (FIFA) Quarto árbitro: Alexis Herrera (FIFA) | Quinto árbitro: Lubin Torrealba (FIFA) Árbitro assistente de vídeo: Germán Delfino (FIFA) | Árbitros assistentes de árbitro de vídeo: Nicolas Tarán (FIFA) Julio Bascuñán (FIFA) |

| Regulamento: - Noventa minutos - Trinta minutos de prorrogação se empatado no agregado (regra de gols fora não aplicada) - Disputa de pênaltis em caso de empate na prorrogação - Doze jogadores substitutos - Máximo de cinco substituições, com uma sexta sendo permitida em caso de prorrogação |

## Pós-jogo

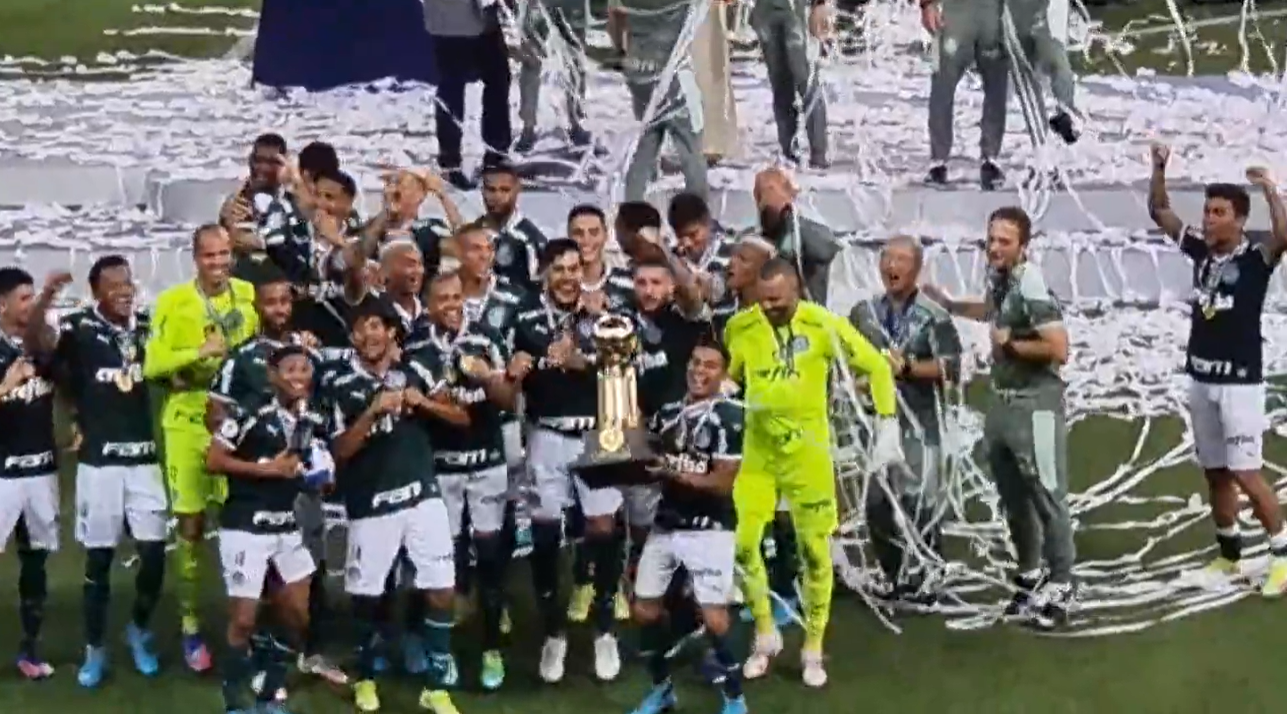
Jogadores do Palmeiras comemoram o título da Recopa; o atacante Dudu segura a taça.

O Palmeiras conquistou a Recopa Sul-Americana pela primeira vez em sua história, após ficar com o vice-campeonato em 2021. Foi a sétima equipe brasileira a conquistar o torneio desde sua reedição em 2003, e a oitava desde 1989. A conquista marcou também três ocasiões: foi o sexto título internacional conquistado pelo Alviverde, o primeiro título internacional que venceu no Allianz Parque, e também o primeiro conquistado pelo clube após a volta de público aos estádios após a pandemia de COVID-19. Com o título, o Palmeiras ganhou 1,6 milhão de dólares (8,23 milhões de reais, na época) como premiação da CONMEBOL. O triunfo marcou também recordes para alguns membros da equipe: o técnico Abel Ferreira igualou, na ocasião, o uruguaio Humberto Cabelli como o treinador estrangeiro com mais títulos oficiais na história do Palmeiras, com quatro, até então. O zagueiro paraguaio Gustavo Gómez superou seu compatriota Francisco Arce e tornou-se o jogador estrangeiro com mais títulos na história do clube, com seis até então. Finalmente, o atacante Dudu conquistou seu sétimo título pelo Palmeiras, tornando-se, assim, o jogador com mais títulos pelo clube no Século XXI.
Pelo lado paranaense, o Athletico recebeu da CONMEBOL oitocentos mil dólares (4,11 milhões de reais, na época) pelo vice-campeonato. O técnico Alberto Valentim lamentou a derrota e o fato da equipe não ter levado uma vantagem melhor para o confronto da volta, mas afirmou que o Athletico "saía de cabeça erguida". O técnico acabaria sendo demitido do clube pouco mais de um mês depois do vice na Recopa. Para o seu lugar, o técnico Luiz Felipe Scolari foi contratado. Ainda em 2022, Scolari conseguiu levar o Athletico à final da Copa Libertadores, eliminando o mesmo Palmeiras nas semifinais: após o Rubro-Negro vencer a primeira partida em Curitiba por 1–0, um empate por 2–2 em São Paulo garantiu a classificação para a decisão continental.